# Richard Doyle (Illustrator)
Richard Doyle (Pseudonym: „Dick Kitcat“; * 18. September 1824 in London; † 10. Dezember 1883 ebenda) war ein englischer Illustrator, Karikaturist und Maler.

## Leben und Werk

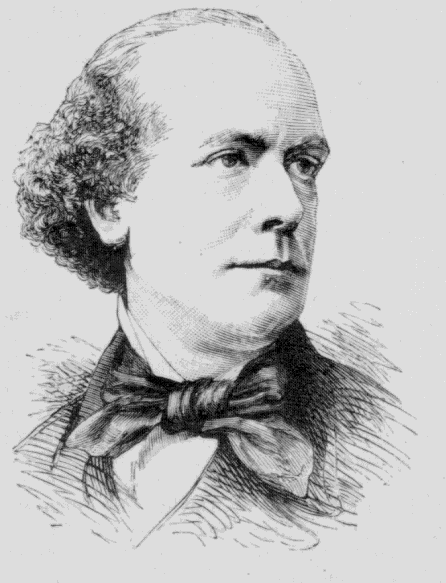
Richard Doyle

Richard Doyle war der zweite Sohn des Porträtmalers und Karikaturisten John Doyle. Im Alter von zwölf Jahren fertigte Richard Doyle komische Illustrationen zu Homer an. Mit sechzehn Jahren begann er ein Tagebuch zu schreiben, das Federzeichnungen enthielt und erst posthum veröffentlicht wurde. 1840 lieferte er zusammen mit John Leech mehrere Illustrationen zu W.H. Maxwells Roman Hector O’Halloran. In den folgenden Jahren arbeitete er unter anderem mit Charles Dickens, William Makepeace Thackeray und John Ruskin (The King of the Golden River, 1851) zusammen, wobei er Holzschnitte und Stahlstiche bevorzugte.

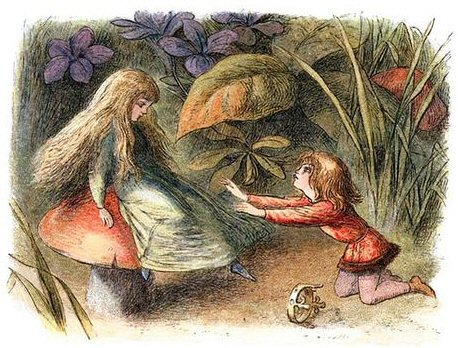
Illustration aus dem Kinderbuch Princess Nobody

Ab 1843 fertigte er Zeichnungen für den Punch an, zunächst Verzierungen, später das noch bis 1954 verwendete Titelblatt und zahlreiche Karikaturen. 1850 legte er dort seine Arbeit nieder, da er als Katholik die Kritik des Magazins am Papst missbilligte. Fortan wendete er sich der Buchillustration sowie Darstellungen von Märchenszenen mit Wasserfarben zu. Andrew Lang war von Doyles Werken so beeindruckt, dass er den Text zu einigen Bildern lieferte, die unter dem Titel The Princess Nobody (1884) herausgegeben wurden. Doyle starb an den Folgen eines Schlaganfalls.

## Familie
Richard Doyle war der Bruder des Künstlers Charles Altamont Doyle, und somit der Onkel von dessen Sohn Arthur Conan Doyle, dem Schöpfer Sherlock Holmes’.